# Musikjahr 1850
Liste der Musikjahre

◄◄ | ◄ | 1846 | 1847 | 1848 | 1849 | Musikjahr 1850 | 1851 | 1852 | 1853 | 1854 | ► | ►►

Weitere Ereignisse
Dieser Artikel behandelt das Musikjahr 1850.

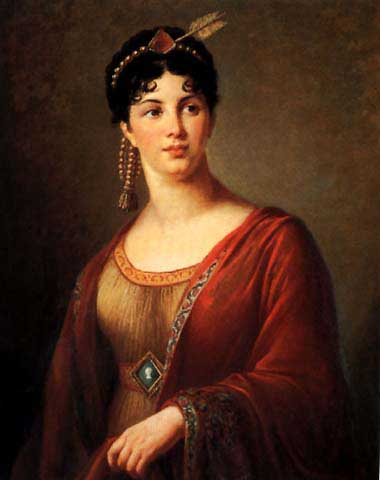
Élisabeth Vigée-Lebrun: Giuseppina Grassini in London (1803)

## Ereignisse

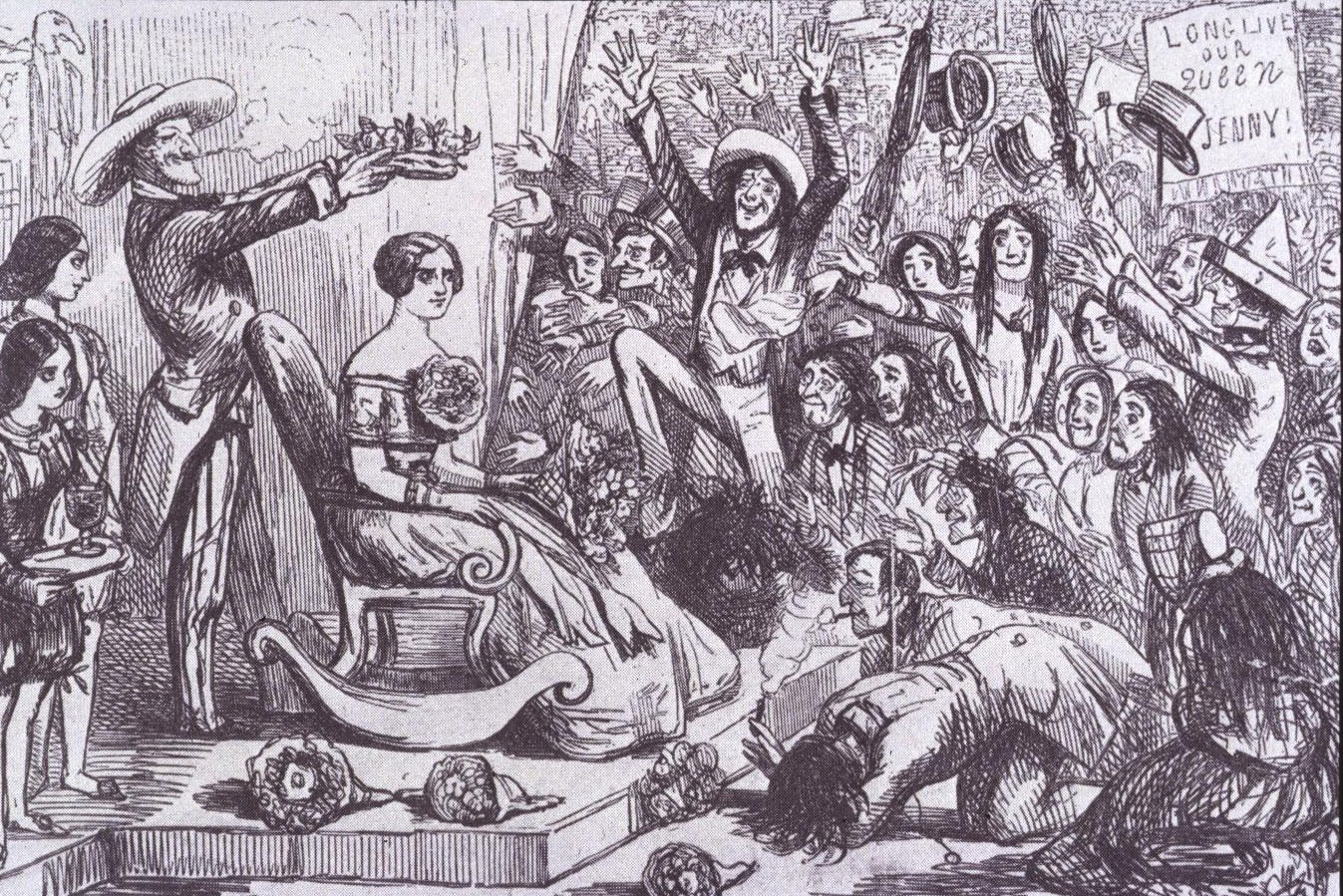
Zeitgenössische Karikatur: Starrummel um Jenny Lind in den USA

- 03. Januar: In Mailand stirbt die italienische Altistin und Gesangslehrerin Giuseppina Grassini. Sie gehörte um 1800 zu den größten Interpretinnen im ernsten Fach und feierte Erfolge in Mailand, Venedig, Neapel, Paris und London.
- 28. September: Die schwedische Sopranistin Jenny Lind gibt bei ihrer von P. T. Barnum organisierten Tournee in New York City ihr erstes Konzert in den USA und löst dadurch einen Begeisterungssturm aus. Ihr Begleiter am Klavier ist der Brite Julius Benedict.
- Der Song Camptown Races von Stephen Foster erscheint erstmals in Druck.

### Instrumental und Vokalmusik
- Hector Berlioz: Der Komponist veröffentlicht das Oratorium La fuite en Égypte. Gemeinsam mit dem in den Jahren 1853 und 1854 entstandenen Werk L’enfance du Christ wird die Komposition heute unter Op. 25 geführt.
- Anton Bruckner: Der Mondabend, WAB 200 (um 1850)
- Niels Wilhelm Gade vollendet seine Sinfonie Nr. 4 B-Dur, op. 20
- Michail Iwanowitsch Glinka komponiert das Chorwerk Abschiedslied der Schülerinnen der Gesellschaft für höhere Töchter.
- Franz Lachner stellt sein Oktett B-Dur op. 156 fertig.
- Franz Liszt: Liebesträume, S. 541
- Emilie Mayer: Sinfonie Militaire Nr. 3 C-Dur (Uraufführung: 21. April)
- Robert Schumann vollendet zwischen dem 7. November und 9. Dezember 1850 seine 3. Sinfonie in Es-Dur op. 97. Das Werk ist auch als Rheinische Sinfonie bekannt. Außerdem bringt er das Klavierstück Kinderball, Sechs leichte Tanzstücke op. 130 heraus.
- Johann Strauss (Sohn): Der Komponist bringt 1850 folgende Werke heraus: Die Gemüthlichen (Walzer) op. 70; Frohsinns-Spenden (Walzer) op. 73; Lava-Ströme (Walzer) op. 74; Maxing-Tänze (Walzer) op. 79; Luisen Sympathie Klänge (Walzer) op. 81; Johannis-Käferln (Walzer) op. 82; Heimaths-Kinder (Walzer) op. 85; Heiligenstädter Rendez-vous-Polka op. 78; Heski-Holki-Polka op. 80; Warschauer Polka op. 84; Triumph-Marsch op. 69; Wiener-Garnison-Marsch op. 77; Ottinger-Reiter-Marsch op. 83; Sofien-Quadrille op. 75; Attaque-Quadrille op. 76 und die Bonvivant-Quadrille op. 86.

### Musiktheater
- 28. Februar: Die Komponisten Luigi Ricci und Federico Ricci bringen in Venedig am Teatro San Benedetto ihre Oper Crispino e la comare zur Uraufführung. Das Libretto stammt von Francesco Maria Piave.
- 20. April: Die Opéra-comique in drei Akten Le songe d’une nuit d’été (deutscher Titel: Der Sommernachtstraum) von Ambroise Thomas mit einem Libretto von Joseph-Bernard Rosier und Adolphe de Leuven wird im Salle Favart der Opéra-Comique in Paris uraufgeführt.
- 08. Juni: Die Oper La tempesta von Fromental Halévy mit dem Libretto von Eugène Scribe nach Der Sturm von William Shakespeare wird am Royal Opera House in London unter der Leitung von Michael William Balfe mit Henriette Sonntag als Miranda und Luigi Lablache als Caliban uraufgeführt.[1]
- 25. Juni: Genoveva, die einzige Oper von Robert Schumann, wird im Staatstheater Leipzig unter der Leitung des Komponisten mit Marianne Lüdeke in der Titelrolle uraufgeführt.
- 28. Juli: Die Oper Giralda ou La Nouvelle Psyché von Adolphe Adam mit einem Libretto von Eugène Scribe kommt in Paris an der Opéra-Comique zur Uraufführung.
- 28. August: Die Uraufführung der romantischen Oper Lohengrin von Richard Wagner erfolgt am Großherzoglichen Hoftheater von Weimar unter der Leitung von Franz Liszt. Die Titelrolle singt Karl Beck. Grundlage des Stoffes ist die Gestalt des Loherangrîn in Wolfram von Eschenbachs mittelhochdeutschem Versepos Parzival. Mit der neuen Opernform des durchkomponierten Musikdramas setzt sich Wagner von der herkömmlichen Struktur der Nummernoper mit Arien, Rezitativen und Chorpartien ab.
- 10. Oktober: Die Oper La conquista di Granata von Emilio Arrieta wird in Madrid am Teatro de Real Palacio uraufgeführt. das Libretto stammt von Temistocle Solera.
- 16. November: Die Oper Stiffelio von Giuseppe Verdi nach einem Libretto von Francesco Maria Piave kommt im Theatro Grande in Triest zur Uraufführung.
- 19. November: In Madrid wird mit einer Aufführung der 1840 entstandenen Oper La favorite von Gaetano Donizetti das Teatro Real in Anwesenheit von Königin Isabella II. an Stelle des früheren Opernhauses De los Caños del Peral eröffnet.
- 28. Dezember: Die komische Oper La Dame de pique von Fromental Halévy mit Text von Eugène Scribe wird an der Opéra-Comique in Paris uraufgeführt. Im gleichen Jahr hat auch Halévys Oper La tempesta ihre Premiere. Das Stück basiert auf dem Theaterstück Der Sturm von William Shakespeare.

Weitere Werke
- Friedrich von Flotow führt in Berlin seine Oper Die Großfürstin Sophia Catarina erstmals auf.
- Albert Grisar stellt seine Oper Les Porcherons an der Opéra-Comique in Paris erstmals der Öffentlichkeit vor.

### Sonstiges
- 06. Juli: Ludwig Bischoff gibt die erste Ausgabe der Rheinischen Musikzeitung in Köln heraus.
- 13.–16. Juni: Musikfest der Gesellschaft zur Beförderung der Tonkunst in der St.-Bavo-Kirche in Haarlem. Nach einem Chorwettbewerb am ersten Tag, den Eutonia aus Amsterdam gewann, und einem Chorkonzert am zweiten folgte eine Aufführung des Elias am dritten Tag.[2]

## Geboren

### Januar bis Juni
- 06. Januar: Xaver Scharwenka, polnisch-tschechischer Komponist und Pianist († 1924)
- 15. Januar: Gustav von Roessler, deutscher Komponist und Musikdirektor († 1919)
- 17. Januar: Alexander Sergejewitsch Tanejew, russischer Komponist († 1918)
- 27. Januar: Marie Fillunger, österreichische Sängerin († 1930)
- 11. Februar: Albert Hollenbach, deutscher Orgelbauer († 1904)
- 17. Februar: Ludwig Bonvin, schweizerisch-amerikanischer Kirchenmusiker, Komponist, Musikwissenschaftler und Musikpädagoge († 1939)
- 25. Februar: Alexandre Georges, französischer Organist, Musikpädagoge und Komponist († 1938)

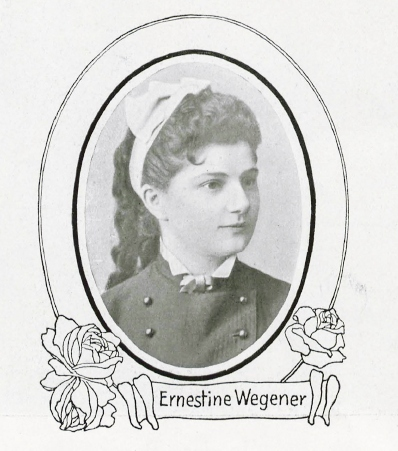
Ernestine Wegner; * 7. März

- 07. März: Ernestine Wegner, deutsche Theaterschauspielerin und Sängerin († 1883)
- 12. März: Heinrich Reimann, deutscher Musikwissenschaftler, Organist und Komponist († 1906)
- 05. April: Max Meyer-Olbersleben, deutscher Komponist († 1927)
- 05. April: Anton Wunderer, österreichischer Hornist und Komponist († 1906)

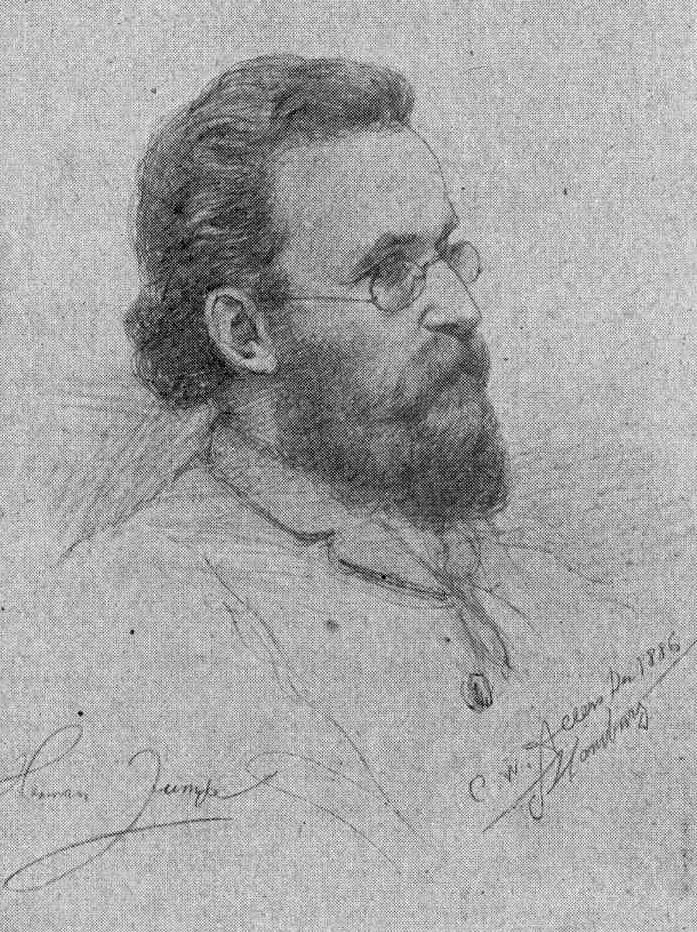
Hermann Zumpe; * 9. April

- 09. April: Hermann Zumpe, deutscher Dirigent († 1903)
- 25. April: Luise Adolpha Le Beau, deutsche Pianistin und Komponistin († 1927)
- 30. April: Richard Zeckwer, US-amerikanischer Komponist († 1922)
- 17. Mai: Antonio Scontrino, italienischer Komponist († 1922)
- 22. Mai: Johann Schrammel, österreichischer Komponist und Musiker († 1893)
- 27. Mai: Ludvig Birkedal-Barfod, dänischer Organist und Komponist († 1937)
- 05. Juni: Richard Barth, deutscher Musiker und Komponist († 1923)
- 18. Juni: Richard Heuberger, österreichischer Komponist († 1914)
- 29. Juni: Jacob Adolf Hägg, schwedischer Komponist († 1928)

### Juli bis Dezember
- 04. Juli: Ole Olsen, norwegischer Komponist und Militärmusiker († 1927)
- 25. Juli: Anton Juljewitsch Simon, russischer Komponist französischer Herkunft († 1916)
- 18. August: Vincenzo Appiani, italienischer Komponist, Pianist und Musikpädagoge († 1932)
- 20. August: Bruno Hilpert, deutscher Dirigent, Komponist und kaiserlicher Musikdirektor († 1910)
- 09. September: Leopoldo Miguez, brasilianischer Komponist († 1902)
- 21. September: Hans Sitt, deutscher Komponist († 1922)
- 18. Oktober: Francis Thomé, französischer Komponist († 1909)
- 27. Oktober: Rosa von der Osten-Hildebrandt, königlich sächsische Hofschauspielerin und Opernsängerin († 1911)
- 14. November: Emmy Achté, finnische Opernsängerin und Musikpädagogin († 1924)

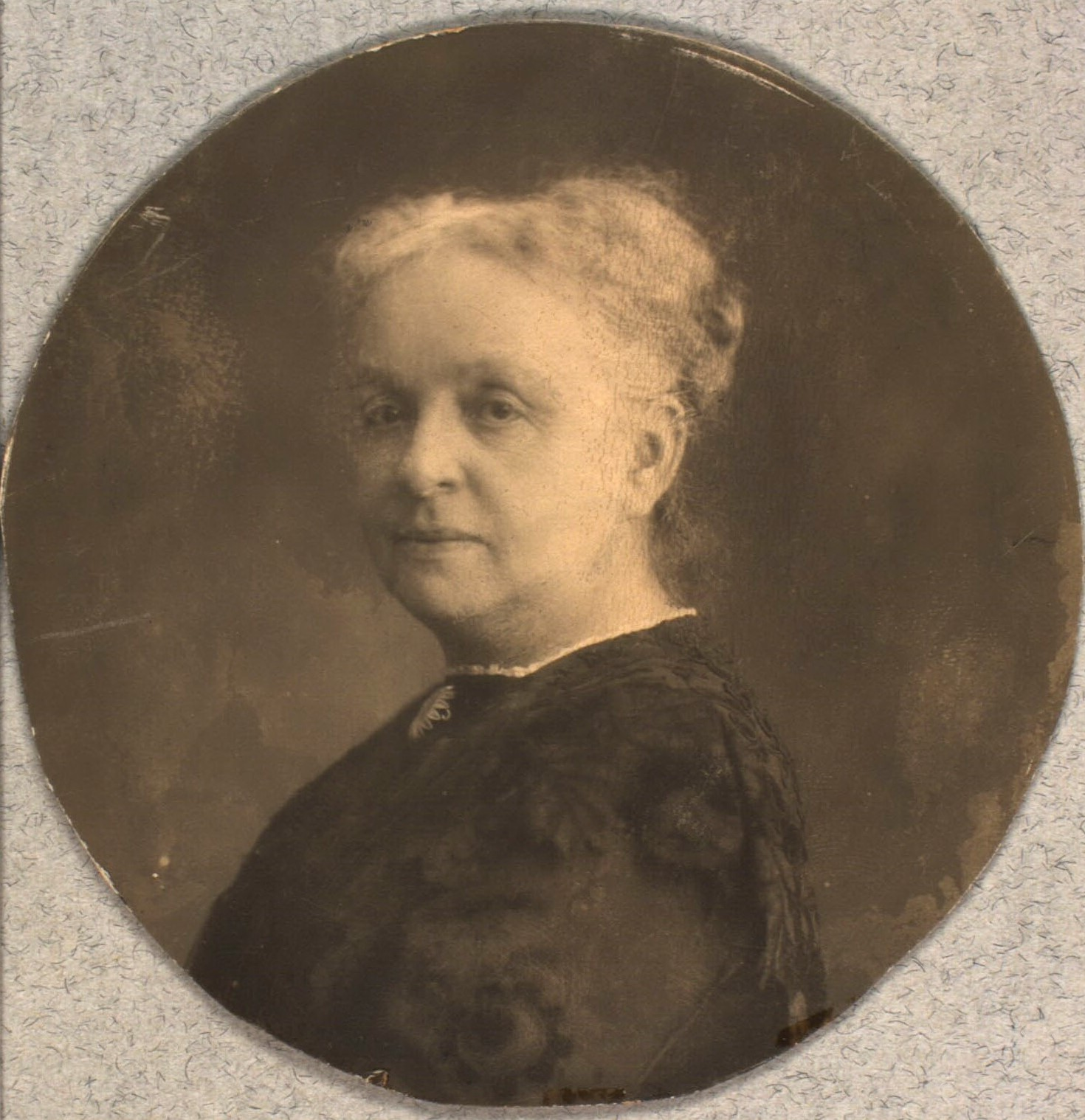
Sophie Keller; * 14. November

- 14. November: Sophie Keller, dänische Opernsängerin und Gesangslehrerin († 1929)
- 20. November: Arthur Goring Thomas, englischer Komponist († 1892)
- 24. November: Antonin Marmontel, französischer Komponist, Pianist und Musikpädagoge († 1907)
- 30. November: Wilhelm Henzen, deutscher Dichter, Librettist, Dramaturg und Redakteur († 1910)
- 06. Dezember: Leopold Krenn, österreichischer Schriftsteller, Librettist, Couplettexter, Bühnenautor und Drehbuchautor († 1930)
- 09. Dezember: Emma Abbott, US-amerikanische Opernsängerin († 1891)
- 13. Dezember: Iver Holter, norwegischer Komponist († 1941)
- 21. Dezember: Zdeněk Fibich, böhmischer Komponist († 1900)

### Genaues Geburtsdatum unbekannt
- Max Eichberger, deutscher Opernsänger († 1888)
- Emmy Drechsler Hamilton, englische Geigerin und Musikpädagogin († nach 1890)
- Leylâ Saz, türkische Komponistin († 1936)
- Anton Schönhofer, österreichischer Orgelbauer, Klavierbauer († um 1925)
- Wilhelm Schwach, rumäniendeutscher Komponist, Musikpädagoge und Chorleiter († 1921)

## Gestorben

### Todesdatum gesichert
- 03. Januar: Giuseppina Grassini, italienische Opernsängerin (* 1773)

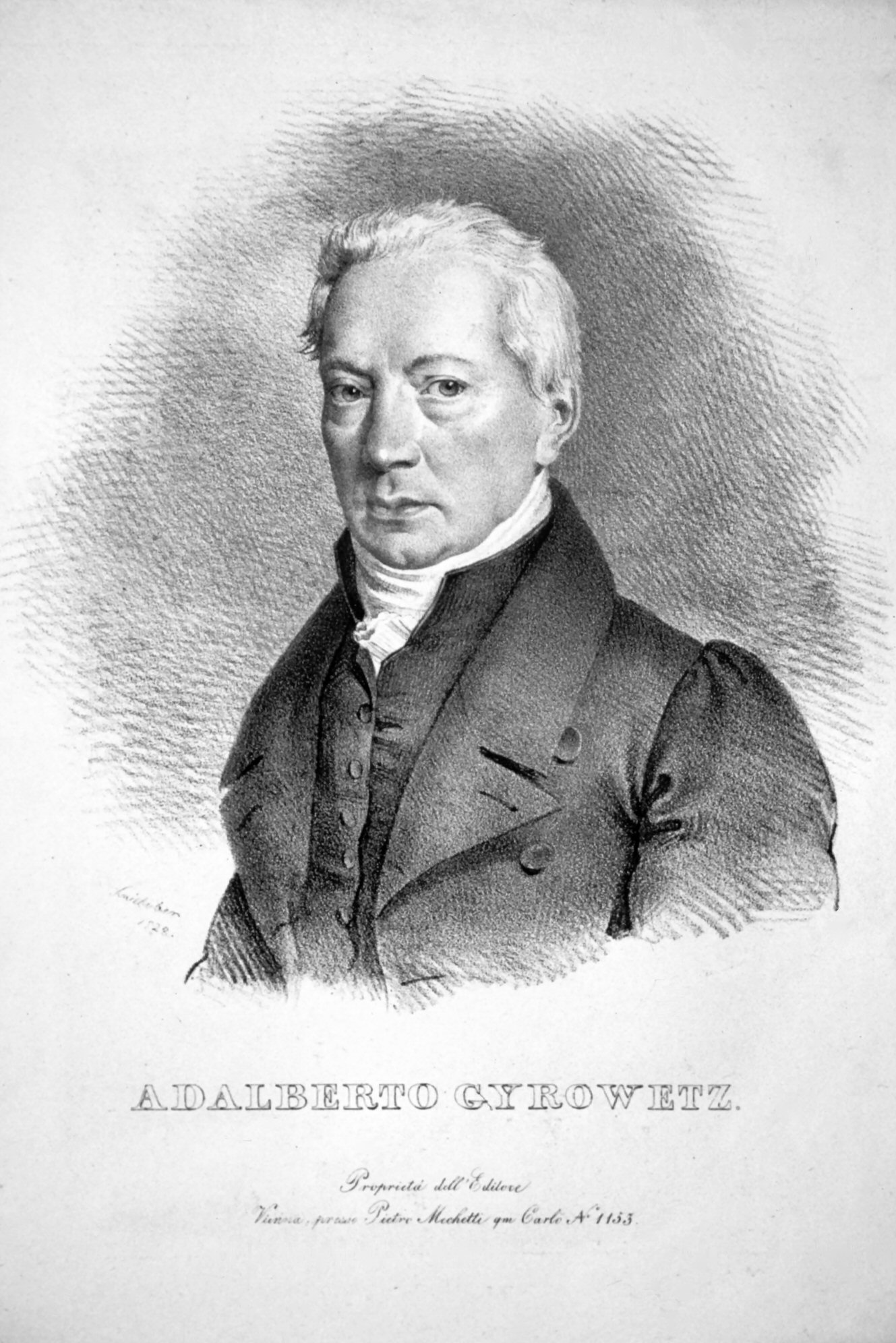
Adalbert Gyrowetz; † 19. März

- 19. März: Adalbert Gyrowetz, österreichischer Komponist (* 1763)
- 30. März: Johanna Schmidtgen, deutsche Opernsängerin (* 1814)
- 03. April: Johann Wenzel Tomaschek, böhmischer Musiklehrer und Komponist (* 1774)
- 24. April: Louis Alexandre Piccinni, französischer Komponist (* 1779)
- 05. Juni: Louis-Constantin Boisselot, französischer Klavierbauer (* 1809)
- 19. August: Friedrich Wilhelm Lübeck, deutscher Geiger und Komponist (* 1811)
- 04. Oktober: Ferdinand Haase, deutscher Orgelbauer (* unbekannt)
- 23. Oktober: Friedrich August Koethe, deutscher Theologe und Lieddichter (* 1781)
- 02. November: Wilhelm Klingenbrunner, österreichischer Komponist, Flötist und Gitarrist (* 1782)
- 16. November: Théodore Mozin, französischer Komponist und Musikpädagoge (* 1818)
- 03. Dezember: Andrei Ossipowitsch Sichra, russischer Gitarrist, Komponist und Musikpädagoge (* 1773)

### Genaues Todesdatum unbekannt
- Johann Michael Gottlob Böhme, deutscher Orgelbauer (* 1772)
- Benet Brell i Clos, katalanischer Kapellmeister, Komponist, Organist und Benediktinermönch (* 1786)
- Luigi Moretti, italienischer Gitarrist und Komponist (* um 1780)